# Liste der Bodendenkmäler in Schopfloch (Mittelfranken)
Auf dieser Seite sind die Bodendenkmäler in dem mittelfränkischen Markt Schopfloch zusammengestellt. Diese Tabelle ist eine Teilliste der Liste der Bodendenkmäler in Bayern. Grundlage ist die Bayerische Denkmalliste, die auf Basis des Bayerischen Denkmalschutzgesetzes vom 1. Oktober 1973 erstmals erstellt wurde und seither durch das Bayerische Landesamt für Denkmalpflege geführt wird. Die folgenden Angaben ersetzen nicht die rechtsverbindliche Auskunft der Denkmalschutzbehörde.

## Bodendenkmäler in Schopfloch

### Bodendenkmäler in der Gemarkung Dickersbronn
| Lage                    | Objekt                                                          | Akten-Nr.     | Bild |
| ----------------------- | --------------------------------------------------------------- | ------------- | ---- |
| Dickersbronn (Standort) | Mittelalterlicher Turmhügel. Siehe auch: Turmhügel Dickersbronn | D-5-6827-0042 |      |

### Bodendenkmäler in der Gemarkung Lehengütingen
| Lage                     | Objekt | Akten-Nr.     | Bild |
| ------------------------ | --- | ------------- | ---- |
| Lehengütingen (Standort) | Mittelalterliche und frühneuzeitliche Befunde im Bereich der Evangelisch-Lutherischen Pfarrkirche St. Martin in Lehengütingen. | D-5-6827-0074 |      |

### Bodendenkmäler in der Gemarkung Schopfloch
| Lage                  | Objekt | Akten-Nr.     | Bild |
| --------------------- | --- | ------------- | ---- |
| Schopfloch (Standort) | Mittelalterlicher Burgstall. Siehe auch: Burg Schopfloch                                                                 | D-5-6827-0053 |      |
| Schopfloch (Standort) | Mittelalterliche und frühneuzeitliche Befunde im Bereich der Evangelisch-Lutherischen Pfarrkirche, ehemalige St. Martin. | D-5-6827-0082 |      |

### Bodendenkmäler in der Gemarkung Zwernberg
| Lage                 | Objekt | Akten-Nr.     | Bild |
| -------------------- | --- | ------------- | ---- |
| Zwernberg (Standort) | Mittelalterlicher Burgstall. Siehe auch: Burgstall Zwernberg                                                    | D-5-6827-0041 |      |
| Zwernberg (Standort) | Mittelalterliche und frühneuzeitliche Befunde im Bereich der Evangelisch-Lutherischen Filialkirche St. Nicolai. | D-5-6827-0072 |      |